# Grosvenor House

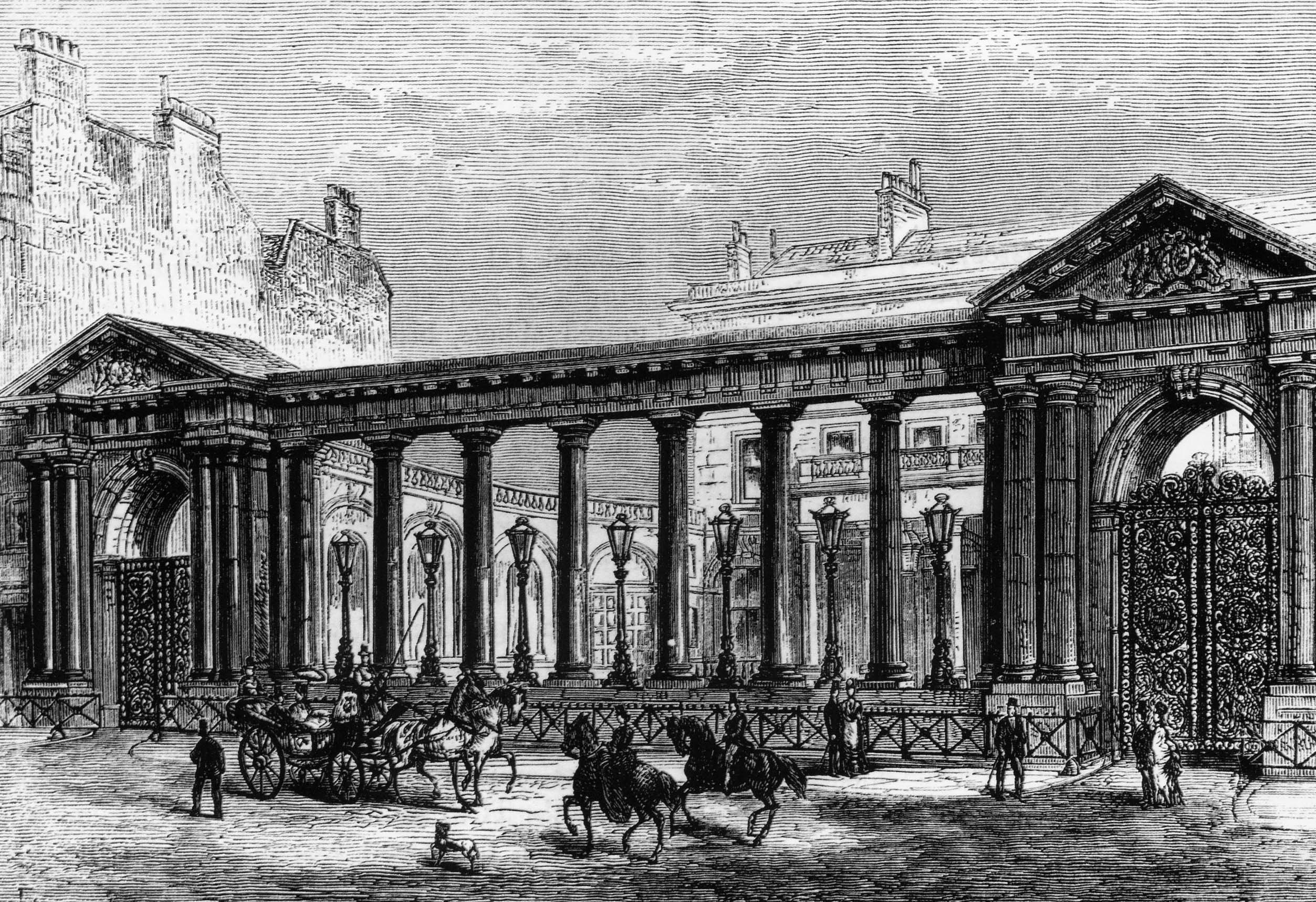
Grosvenor House

Grosvenor House var ett palats för hertigen av Westminster i London, nära östra sidan av Hyde Park. Det uppfördes av Robert Grosvenor, 1:e markis av Westminster (1767-1845) 1805, med stora utbyggnader 1821 och 1842. Han försåg det också med en värdefull tavelsamling där Rubens, van Dyck, Rembrandt, Hobbema, Hogarth, Velasquez, Murillo, Paolo Veronese, Domenichino med flera fanns representerade.  
Efter att ha använts av brittiska staten under första världskriget såldes det av familjen och på platsen byggdes ett hotell, som går under samma namn. Större delen av konsten finns kvar i familjens ägo, på lantgodset Eaton Hall i Cheshire.